# Coyhaique Teniente Vidal
Coyhaique Teniente Vidal är en flygplats i Chile.   Den ligger i provinsen Provincia de Coyhaique och regionen Región de Aisén, i den södra delen av landet, 1 400 km söder om huvudstaden Santiago de Chile. Coyhaique Teniente Vidal ligger 310 meter över havet.
Terrängen runt Coyhaique Teniente Vidal är varierad. Närmaste större samhälle är Coihaique, 3,7 km nordost om Coyhaique Teniente Vidal. 
I omgivningarna runt Coyhaique Teniente Vidal växer i huvudsak blandskog. Runt Coyhaique Teniente Vidal är det mycket glesbefolkat, med 6 invånare per kvadratkilometer.